# Selayarinseln
Die Selayarinseln, auch Selajarinseln (indonesisch Kepulauan Selayar), sind eine indonesische Inselgruppe. Sie bilden einen Regierungsbezirk (Kabupaten) der Provinz Sulawesi Selatan, südlich der Hauptinsel Sulawesi. Der Bezirk umfasst die Hauptinsel Selayar und mehrere Nebeninseln, darunter Pasi Tallu, Gusung Tallang, Bahuluang, Kalao, Bonerate, Kajuwadi, Jampea, Lalao (auch Lambego) und Kalaotoa. Verwaltungssitz ist Benteng.

## Geographie
Der Regierungsbezirk Selayar hat eine Fläche von 1160,36 km². Damit befindet er sich auf Rang 16 der 24 Verwaltungseinheiten 2. Ebene (Kota und Kabupaten) der Provinz Sulawesi Selatan. Der Flächenanteil beträgt 2,56 Prozent.

### Lage und Ausdehnung
Der Inselbezirk liegt südöstlich der Hauptinsel auf ca. 270 km Länge, er hat keine Landgrenzen und besteht aus der Hauptinsel Selayar im Norden (6 Kecamatan) und dem Takabonerate-Archipel im Süden (5 Kecamatan). Insgesamt gehören zum Bezirk 122 Inseln und Eilande. Im Norden trennt die Selayarstraße (indonesisch Selat Selayar) vom Bezirk Bulukumba im Süden liegt die Floressee. Der östlichste Punkt der Provinz Sulawesi Selatan befindet sich auf einer 47 ha großen unbenannten Insel, die zum Dorf Karumpa gehört. Zum Bezirk gehört der maritime Nationalpark Taka Bone Rate (indonesisch Taman Nasional Taka Bonerate).

### Grenzpunkte
Der Regierungsbezirk Kepulauan Selayar liegt südlich des Äquators und hat folgende äußere Grenzpunkte:
| Richtung | Kode            | Kec.          | Desa            | Koordinaten         |
| -------- | --------------- | ------------- | --------------- | ------------------- |
| N        | 73.01.03.201100 | Bontomatene   | Menara Indah a) | 05°44′17,85″ s. Br. |
| O        | 73.01.09.2005   | Pasilambena00 | Karumpa b)      | 122°13′21,19″ ö. L. |
| S        | 73.01.09.2004   | Pasilambena   | Pulo Madu       | 07°29′43,03″ s. Br. |
| W        | 73.01.05.2011   | Bontosikuyu   | Polassi c)      | 120°16′43,32″ ö. L. |

## Verwaltungsgliederung
Der Kabupaten Kepulauan Selayar besteht aus elf administrativen Distrikten (Kecamatan), die sich wiederum in 88 Dörfer (indonesisch Desa) gliedern. Sieben Dörfer sind als Kelurahan"städtisch geprägt, sie liegen in drei Kecamatan. Die Quelle nennt als unterste Einheiten 317 Dusun, 25 Linkungan, 415 RK/RW sowie 510 RT.

Die Lage der Kecamatan im Kabupaten

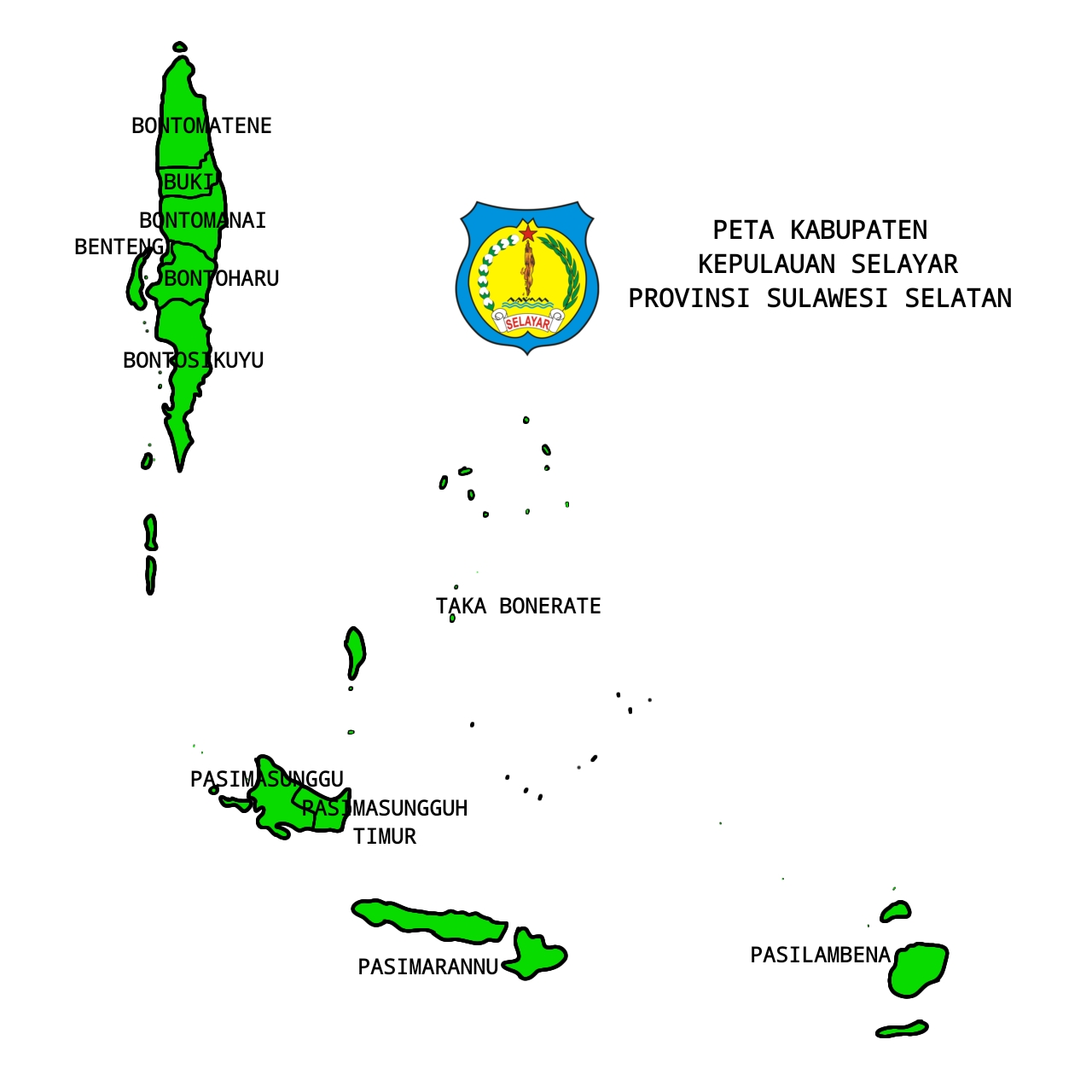
Verwaltungsübersicht

| Code 1)  | Kecamatan Distrikt    | Ibukota Verwaltungssitz | Fläche (km²) | Einw. Zensus 2010 2) | Volkszählung 2020 3) | Volkszählung 2020 3) | Volkszählung 2020 3) | Anzahl der Desa |
| Code 1)  | Kecamatan Distrikt    | Ibukota Verwaltungssitz | Fläche (km²) | Einw. Zensus 2010 2) | Einw. 3)             | 0Dichte 4)0          | Sex Ratio 5)         | Anzahl der Desa |
| -------- | --------------------- | ----------------------- | ------------ | -------------------- | -------------------- | -------------------- | -------------------- | --------------- |
| 73.01.01 | Benteng               | Benteng                 | 24,63        | 21.344               | 24.849               | 1.008,9              | 93,59                | 3 6)            |
| 73.01.02 | Bontoharu             | Bontobangun             | 128,12       | 12.484               | 14.608               | 114,0                | 99,95                | 8 7)            |
| 73.01.03 | Bontomatene           | Batangmata              | 193,05       | 12.571               | 13.381               | 69,3                 | 92,87                | 12 8)           |
| 73.01.04 | Bontomanai            | Polebungin              | 136,42       | 12.226               | 13.703               | 100,4                | 98,57                | 10              |
| 73.01.05 | Bontosikuyu           | Harapan                 | 248,22       | 14.332               | 15.303               | 61,7                 | 96,29                | 12              |
| 73.01.06 | Pasimassunggu         | Kembang Ragi            | 131,8        | 7.625                | 8.638                | 65,5                 | 95,78                | 7               |
| 73.01.07 | Pasimarannu           | Bonerate                | 195,33       | 8.959                | 10.492               | 53,7                 | 97,14                | 8               |
| 73.01.08 | Taka Bonerate         | Batang                  | 49,3         | 12.296               | 13.484               | 273,5                | 98,21                | 9               |
| 73.01.09 | Pasilambena           | Kalaotoa                | 114,88       | 6.786                | 8.005                | 69,7                 | 97,56                | 6               |
| 73.01.10 | Pasimassunggu Timur00 | Bontobulaeng            | 67,14        | 7.307                | 7.866                | 117,2                | 95,62                | 6               |
| 73.01.11 | Buki                  | Buki                    | 68,14        | 6.125                | 6.742                | 98,9                 | 97,02                | 7               |
| 73.01    | Kepulauan Selayar     | Kepulauan Selayar       | 1357,03      | 122.055              | 137.071              | 101,0                | 96,35                | 88              |

## Demographie
Neben indonesisch werden im Regierungsbezirk vier indigene Sprachen gesprochen (Makassar auf der Insel Selayar), Bajo, Bonerate und Laiyolo.
Kepulauan Sayer ist die kleinste Untereinheit der Provinz Sulawesi Selatan mit einem Anteil von 1,50 Prozent. Die Bevölkerungsdichte von 123,3 Einwohner je km² liegt unter dem Provinzdurchschnitt (Rang 22), nur die Kabupaten Luwu Timur und Luwu Utara sind dünner besiedelt (Angaben von 2024).
Von der Bevölkerung am Jahresende 2024 waren 48,58 (33,89) % ledig; 44,47 (57,17) % verheiratet; 1,37 (1,76) % geschieden sowie 5,58 (7,18) % verwitwet. Kursive Zahlen in Klammern beziehen sich auf die Bevölkerung ab dem Alter von 15 Jahren (111.307, das sind 77,78 Prozent der Gesamtbevölkerung). 12.702 Personen waren 65 Jahre und älter, das sind 8,08 Prozent des Kabupaten.

### Durchschnittswerte der administrativen Einheiten
Für das Jahr 2024 wurden folgende Durchschnittswerte für Einwohnerzahl und Fläche (km²) für die Distrikte und die Dörfer ermittelt.
|                        | Kab. Kep. Selayar0 | Kab. Kep. Selayar0 | Prov. SULSEL0 | Prov. SULSEL0 |
| Einw.                  | Fläche             | Einw.              | Fläche        |               |
| ---------------------- | ------------------ | ------------------ | ------------- | ------------- |
| Pro Kecamatan          | 13.009             | 105,49             | 30.442        | 144,83        |
| Pro Desa + Kelurahan00 | 01.626             | 013,19             | 03.113        | 014,81        |

### Soziale Daten 2020
| Merkmal                                                             | Kab. Kep. Selayar | 0Prov. Sulawesi Selatan0 |
| ------------------------------------------------------------------- | ----------------- | ------------------------ |
| Bevölkerung unterhalb der Armutsgrenze (Tsd.)00                     | 17,000            | 776,830                  |
| Anteil der „armen Bevölkerung“ (indonesisch Penduduk miskin) (%)000 | 12,480            | 8,720                    |
| Arbeitslosenrate (%)                                                | 2,440             | 6,310                    |
| Lebenserwartung bei der Geburt (Jahre)                              | 68,460            | 70,570                   |
| HDI-Index                                                           | 67,380            | 71,930                   |
| Analphabetenrate (in %, 15+ J.)                                     | 6,050             | 7,440                    |
| Anteil der Altersgruppen                                            | 0Real0            | 00.Prozentual0           |
| Kinder (<15 J.)                                                     | 32.3560           | 23,61                    |
| arbeitsfähige Bevölkerung (15–64 J.)                                | 93.7490           | 68,39                    |
| Rentner und Pensionäre (>65 J.)                                     | 0.10.9660         | 08,00                    |

### Religion und Bevölkerungsverteilung
| Religion        | Gläubige | Anteil (%) | Gebäude | Anteil 2024 |
| --------------- | -------- | ---------- | ------- | ----------- |
| Islam           | 139.1320 | 99,330     | 3430    | 99,350      |
| Protestanten 9) | 7820     | 0,560      | –0      | 0,530       |
| Katholiken 9)   | 370      | 0,030      | –0      | 0,030       |
| Hindus          | 1000     | 0,070      | –0      | 0,060       |
| Buddhisten      | 250      | 0,020      | –0      | 0,020       |

| Jahr | Gesamt- Bevölkerung | Männer | %     | Frauen | %     | Sex Ratio 5) |
| 2016 | 135.412             | 66.184 | 48,88 | 69.228 | 51,12 | 95,60        |
| 2017 | 136.258             | 66.704 | 48,95 | 69.554 | 51,05 | 95,90        |
| 2018 | 138.420             | 67.709 | 48,92 | 70.711 | 51,08 | 95,75        |
| 2019 | 139.470             | 68.332 | 48,99 | 71.138 | 51,01 | 96,06        |
| 2020 | 140.077             | 68.801 | 49,12 | 71.276 | 50,88 | 96,53        |
| 2021 | 140.322             | 69.000 | 49,17 | 71.322 | 50,83 | 96,74        |
| 2022 | 140.881             | 69.362 | 49,23 | 71.519 | 50,77 | 96,98        |
| 2023 | 142.100             | 69.907 | 49,20 | 72.193 | 50,80 | 96,83        |
| 2024 | 143.096             | 70.405 | 49,20 | 72.691 | 50,80 | 96,86        |

Obige Tabelle gibt die durch die Zivilstandsbüros (Disdukcapil, indonesisch Dinas Kependudukan dan Pencatatan Sipil) veröffentlichten Fortschreibungsergebnisse zum Jahresende wieder.

### Aktuelle Daten der Bevölkerungsfortschreibung
Nachfolgende Tabelle gibt den Einwohnerstand nach Geschlecht zur Volkszählung 2020, Ende 2022 sowie zum Jahresende 2024 wieder. Letztere resultieren aus den Ergebnissen der Fortschreibung durch die örtlichen Zivilstandsbüros (Disdukcapil, indonesisch Dinas Kependudukan dan Pencatatan Sipil). Der aktuelle Einwohnerstand kann jederzeit in einer interaktiven Karte abgerufen werden.

| Kecamatan             | Zensus 2020 | Zensus 2020 | Zensus 2020 | Ende 2022 | Ende 2024 | Ende 2024 | Ende 2024 | Fläche km² | Bevöl kerungs dichte | Sex Ratio 5) |
| Kecamatan             | Insg.       | männl.      | weibl.      | Ende 2022 | Insg.     | männl.    | weibl.    | Fläche km² | Bevöl kerungs dichte | Sex Ratio 5) |
| --------------------- | ----------- | ----------- | ----------- | --------- | --------- | --------- | --------- | ---------- | -------------------- | ------------ |
| Benteng               | 24.849      | 12.013      | 12.836      | 25.397    | 24.378    | 11.802    | 12.576    | 5,00       | 4.878,53             | 93,85        |
| Bontoharu             | 14.608      | 7.302       | 7.306       | 14.945    | 15.489    | 7.696     | 7.793     | 128,28     | 120,74               | 98,76        |
| Bontomatene           | 13.381      | 6.443       | 6.938       | 13.441    | 13.522    | 6.500     | 7.022     | 157,26     | 85,98                | 92,57        |
| Bontomanai            | 13.703      | 6.802       | 6.901       | 13.903    | 14.079    | 7.004     | 7.075     | 127,90     | 110,07               | 99,00        |
| Bontosikuyu           | 15.303      | 7.507       | 7.796       | 15.381    | 16.164    | 8.028     | 8.136     | 202,02     | 80,01                | 98,67        |
| Pasimassunggu         | 8.638       | 4.226       | 4.412       | 8.782     | 9.433     | 4.649     | 4.784     | 116,41     | 81,04                | 97,18        |
| Pasimarannu           | 10.492      | 5.170       | 5.322       | 10.736    | 11.065    | 5.437     | 5.628     | 173,06     | 63,94                | 96,61        |
| Takabonerate          | 13.484      | 6.681       | 6.803       | 13.623    | 15.101    | 7.540     | 7.561     | 24,59      | 614,24               | 99,72        |
| Pasilambena           | 8.005       | 3.953       | 4.052       | 8.202     | 8.722     | 4.311     | 4.411     | 102,30     | 85,26                | 97,73        |
| Pasimassunggu Timur00 | 7.866       | 3.845       | 4.021       | 7.919     | 8.218     | 4.031     | 4.187     | 54,97      | 149,49               | 96,27        |
| Buki                  | 6.742       | 3.320       | 3.422       | 6.816     | 6.925     | 3.407     | 3.518     | 68,57      | 100,99               | 96,84        |
| Kab. Kep. Selayar     | 137.071     | 67.262      | 69.809      | 139.145   | 143.096   | 70.405    | 72.691    | 1.160,36   | 123,32               | 96,86        |